# Mário Jardel
Mário Jardel Almeida Ribeiro (* 18. September 1973 in Fortaleza) ist ein ehemaliger brasilianischer Fußballspieler, der auch die portugiesische Staatsbürgerschaft besitzt. In Brasilien kennt man ihn als Jardel, in Europa eher als Mário Jardel. Er spielte auf der klassischen Mittelstürmerposition.
Sein jüngerer Bruder George Jardel ist ebenfalls aktiver Fußballspieler und verbrachte den Großteil seiner Karriere in Portugal.

## Karriere

### Verein
Jardel stammt aus der Jugend von Grêmio Porto Alegre. Seine Profikarriere begann 1993 bei SE Vasco da Gama. Nachdem er wieder zu seinem Heimatverein zurückgekehrt war und mit diesem die Copa Libertadores gewonnen hatte, wechselte er 1996 nach Europa zum portugiesischen Erstligisten FC Porto. In Porto wurde Jardel in vier Jahren dreimal Meister und zweimal Pokalsieger. Er selbst hatte mit insgesamt 130 Toren in 125 Ligaspielen großen Anteil an Portos Erfolgen, wurde viermal hintereinander Torschützenkönig der portugiesischen Liga und darüber hinaus in der Saison 1998/99 auch Europas Torschützenkönig. Nach vier Jahren ging er für eine Ablösesumme von 16 Millionen Euro in die Türkei zu Galatasaray Istanbul.
2001 wechselte er zurück nach Portugal. Mit Sporting Lissabon wurde Jardel 2002 Meister und Pokalsieger. Die erste Hälfte der Saison 2003/04 verbrachte er bei den Bolton Wanderers in der englischen Premier League, die zweite Hälfte beim damaligen Erstligisten Ancona Calcio in Italien, den aber auch er nicht vor dem Abstieg aus der Serie A retten konnte.
Der Stürmer kehrte im Sommer 2004 zurück nach Südamerika zu den Newell’s Old Boys (Argentinien), wo er – mit einem vierwöchigen Intermezzo bei CD Alavés in Spanien – bis zum Sommer 2005 blieb. Vor seinem Wechsel nach Australien im August 2007 zu den Newcastle United Jets stand Jardel beim Goiás EC in Brasilien, bei dem portugiesischen Erstligisten Beira Mar und beim zyprischen Erstligisten Anorthosis Famagusta unter Vertrag. Danach kehrte Jardel in seine Heimat Brasilien zurück und spielte nach einem kurzen Gastspiel bei Criciúma EC für den Ferroviário AC. 2010 trat er in Bulgarien für Tscherno More Warna an und ließ 2011 seine aktive Laufbahn beim Atlético Rio Negro Clube (AM) ausklingen.
Jardel war 1999, 2000 und 2002 der beste Torschütze in den europäischen Fußballligen; wegen der unterschiedlichen UEFA-Koeffizienten erhielt er den offiziellen Titel Goldener Schuh allerdings nur 1999 und 2002. Fünfmal war er bester Torschütze der ersten portugiesischen Liga, 2000 auch bester Schütze der UEFA Champions League.

### Nationalmannschaft
Jardel absolvierte zehn Partien für die Seleção und erzielte einen Treffer. Für die WM 2002 wurde er allerdings nicht berücksichtigt.

## Erfolge

### Verein
- Copa-Libertadores-Sieger: 1995
- Portugiesischer Supercupsieger mit dem FC Porto: 1996; 1998; 1999
- Portugiesischer Meister mit dem FC Porto: 1996/97; 1997/98; 1998/99
- Portugiesischer Pokalsieger mit dem FC Porto: 1997/98; 1999/2000
- UEFA-Super-Cup-Sieger mit Galatasaray Istanbul: 2000
- Portugiesischer Meister mit Sporting Lissabon: 2001/02
- Portugiesischer Pokalsieger mit Sporting Lissabon:  2001/02
- Argentinischer Meister mit den Newell’s Old Boys: 2004
- Zyprischer Pokalsieger mit Anorthosis Famagusta: 2006/07

### Auszeichnungen
- Portugals Fußballer des Jahres: 2002
- Torschützenkönig der Copa Libertadores: 1995
- Torschützenkönig der portugiesischen Liga: 1996/97, 1997/98, 1998/99, 1999/2000, 2001/02
- Goldener Schuh als bester Torjäger Europas: 1998/99, 2001/02
- Torschützenkönig der UEFA Champions League: 1999/2000

## Sonstiges
An Jardel waren im Laufe seiner Karriere europäische Spitzenklubs wie Real Madrid interessiert. Er kam aber zu spät zu Terminen oder hielt sich nicht an Vereinbarungen, so dass aus einem Wechsel zu einem großen europäischen Verein nie etwas wurde. Sein Lebenswandel ließ ihn stattdessen in Depressionen verfallen, die zu Übergewicht führten. Beides führte dazu, dass er ab 2003 nicht mehr für große Klubs auflief.
Auf Einladung eines türkischen Unternehmens, hat man ihn neben Pierre van Hooijdonk zuletzt am 26. April 2008 als Gast beim Interkontinentalen Derby zwischen Galatasaray und Fenerbahçe Istanbul gesehen. Tags darauf war er Gast einer Fernsehsendung und sagte, dass er wieder trainiere, sich gut fühle und auf Angebote insbesondere aus der Türkei warte.
2014 konnte Jardel in Rio Grande do Sul für die Mandatszeit von 2015 bis 2016 einen Sitz im Parlament als Abgeordneter erlangen. Aufgrund diverser Delikte, darunter z. B. Scheinbeschäftigungen von nicht existierenden Mitarbeitern, wurde er 2016 seines Amtes enthoben.
2022 nahm Jardel an der Fernsehsendung Promi Big Brother in Portugal teil. Er belegte dabei den fünften Platz.